# No Regrets (Robbie-Williams-Lied)
No Regrets (englisch für: „Keine Reue“) ist ein Lied des britischen Popsängers Robbie Williams aus dem Jahr 1998.

## Entstehung und Veröffentlichung
Das Lied wurde vom Interpreten selbst, zusammen mit Guy Chambers, geschrieben beziehungsweise komponiert. Chambers zeichnete darüber hinaus mit Steve Power für die Produktion verantwortlich. Neben dem Hauptgesang von Williams sind im Hintergrund die Stimmen von Neil Hannon und Neil Tennant zu hören.
Die Erstveröffentlichung von No Regrets erfolgte als Teil von Williams’ zweiten Studioalbum I’ve Been Expecting You am 26. Oktober 1998. Am 30. November 1998 erschien es als zweite Singleauskopplung aus dem Album.

## Musikvideo
Das Musikvideo zu No Regrets entstand unter der Regie von Pedro Romhanyi und zeigt Williams unglücklich in einer Las-Vegas-Show. Er bemerkt, dass er nicht mehr länger vortäuschen kann, glücklich zu sein, und verlässt die Bühne. Er flüchtet zu einer Tankstelle, die sich in Hurley gegenüber dem ehemaligen East Arms Pub befindet, und holt sich Benzin aus einem Kanister und beginnt, durch Menschenmengen hinweg über Straßen zu laufen, wobei er über den ganzen Weg Benzin verliert. Schließlich entglimmt an der Tankstelle ein Funke und der von Williams zurückgelegte Weg erleuchtet hell in Flammen. Das Video zählte bis August 2023 über 14 Millionen Aufrufe bei YouTube.

## Rezeption

### Charts und Chartplatzierungen
| ChartsChartplatzierungen     | Höchstplatzierung | Wochen |
| ---------------------------- | ----------------- | ------ |
| Deutschland (GfK)            | 60 (9 Wo.)        | 9      |
| Schweiz (IFPI)               | 34 (1 Wo.)        | 1      |
| Vereinigtes Königreich (OCC) | 4 (19 Wo.)        | 19     |

### Auszeichnungen für Musikverkäufe
| Land/Region                  | Auszeichnungen für Musikverkäufe (Land/Region, Auszeichnung, Verkäufe) | Verkäufe |
| ---------------------------- | ---------------------------------------------------------------------- | -------- |
| Vereinigtes Königreich (BPI) | Silber                                                                 | 200.000  |
| Insgesamt                    | 1× Silber ·                                                            | 200.000  |

Hauptartikel: Robbie Williams/Auszeichnungen für Musikverkäufe